# Englerth (Familie)

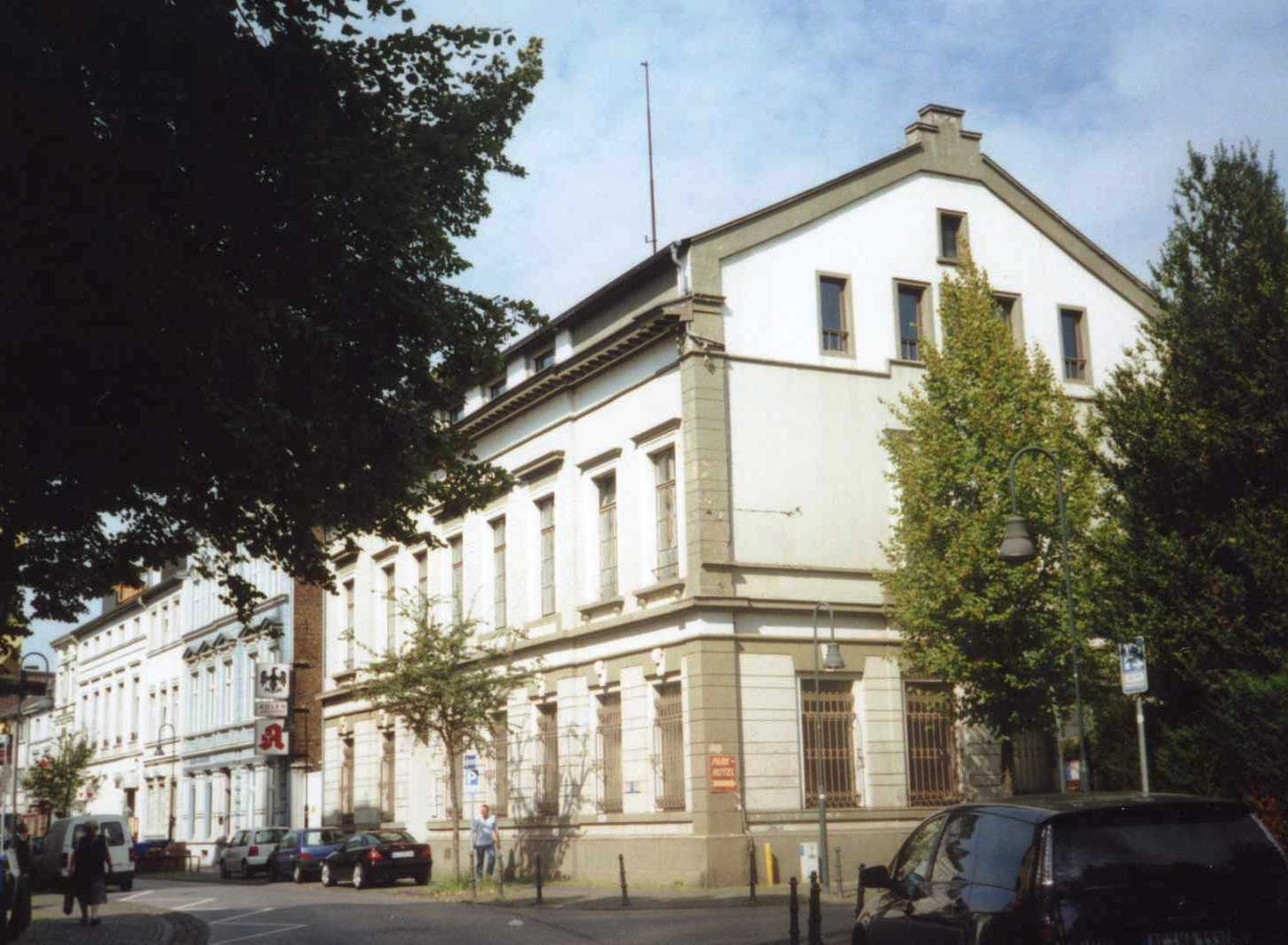
Der Kirschenhof in der Eschweiler Altstadt: Wohn- und Arbeitshaus der Englerths

Die Familie Englerth ist eine Unternehmerfamilie aus dem Raume Eschweiler im Aachener Revier im westlichen Nordrhein-Westfalen.

## Erste Generation
Johann Peter Wültgens (1738–1787) erhielt als Entschädigung für seine Entlassung eine Belehnung auf die Ausbeute Eschweiler Steinkohlenflöze im Inderevier. Später erwarb er weitere Steinkohlenkonzessionen, bis er 1787 über die Hälfte aller Anteile des Eschweiler Kohlbergs besaß. Seine Bestrebungen wurden von seinen Kindern Ferdinand, Katharina, Walburga und besonders Christine fortgeführt und zu einem großen Familienbesitz ausgebaut.

## Zweite Generation

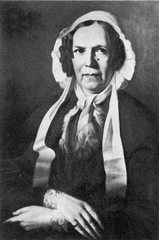
Christine Englerth

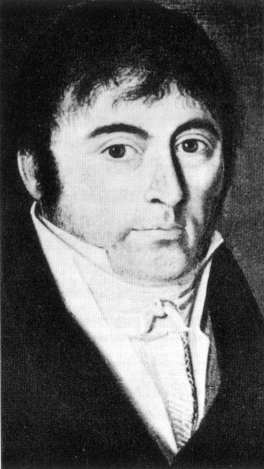
Carl Englerth

Christine Englerth, geb. Wültgens (1767–1838) heiratete 1786 Carl Englerth (1756–1814) und gründete den Eschweiler Bergwerks-Verein EBV. Carl Englerth war von 1800 bis 1814 der erste Eschweiler Bürgermeister der Mairie Eschweiler, die im damaligen französischen Kanton Eschweiler lag.
1818 gründen Dobbs, Englerth und Reuleaux auf dem rechten Indeufer eine Dampfmaschinen- und Maschinenfabrik und Eisengießerei für die Herstellung von Pumpen, Fördermaschinen sowie Eisen- und Papierindustriemaschinen. Sie ist die erste Maschinenfabrik des Rheinlands und profitiert von der vorherrschenden deutsch-wallonisch-englischen Kooperation.
Am 14. April 1830 gründen Carl Englerth und Matthias Hubert Cünzer unter dem Namen Firma Englerth & Cünzer das Eisenwerk Pümpchen in Eschweiler-Pumpe-Stich. Die Firma erwirbt am 1. Januar 1872 die Maschinenfabrik und Eisengießerei von Heinrich Graeser jun., dem Sohn von Johann Heinrich Graeser, in Eschweiler-Aue.

## Dritte Generation
Ihr drittältester Sohn Friedrich Englerth (1793–1848) war von 1822 bis 1831 Bürgermeister von Eschweiler.
1851 wird in Eschweiler-Hasselt die Firma Englerth-Cünzer-Fuhse für die Herstellung von Eisenbahnwagen, Waggonräder, Lokomotiv- und Wagenachsen gegründet.